# Yann Clairay
Yann Clairay, né le 2 décembre 1983 à Laval, est un pilote automobile français. Il participe depuis 2009 à différents championnats de Grand Tourisme mais aussi en rallye.

## Carrière
- 2002 : Championnat de France de Formule Renault, 18e
- 2003 : Championnat de France de Formule Renault, 21e
  - 24 heures de Spa-Francorchamps, 6e (3e de la catégorie GT)
- 2004 : Championnat de France de Formule Renault, 2e (2 Victoires) 
  - Eurocup Formule Renault, 10e (1 Victoire)
- 2005 : Eurocup Formule Renault, 3e (3 Victoires) 
  - Le Mans Series LMP2, 15e
- 2006 : 2 courses en Eurocup Formule Renault, non classé
  - Le Mans Series LMP2, 16e
- 2007 : Formule 3 Euro Series, 12e
- 2008 : Formule 3 Euro Series, 9e
- 2009 : Le Mans Series, Champion dans la catégorie LMGT1 (2 victoires de catégorie)
- 2010 : Championnat du monde FIA GT1, 32e (2 Victoires)
- 2011 : Championnat du monde FIA GT1, 20e